# Temi Ogunrinde
Temilola "Temi" Ogunrinde (* 29. Februar 1996 in Cottage Grove) ist eine nigerianische Hammerwerferin aus den Vereinigten Staaten.

## Sportliche Laufbahn
Erste internationale Erfahrungen sammelte Temi Ogunrinde bei den Afrikameisterschaften 2018 in Asaba, bei denen sie mit neuem Landesrekord von 67,39 m die Silbermedaille hinter der Marokkanerin Soukaina Zakkour gewann. Anschließend wurde sie beim Continental-Cup in Ostrava mit 59,15 m Vierte. Im Jahr darauf gewann sie bei den Afrikaspielen in Rabat mit 64,68 m ebenfalls die Silbermedaille, diesmal hinter der Burkinerin Lætitia Bambara.
Sie ist Studentin an der University of Minnesota.